# Château de Kindrochit
Le château de Kindrochit est une ancienne fortification située dans l'Aberdeenshire en Écosse.
Il fut originellement fondé en 1059 par Malcolm Canmore comme un pavillon de chasse sur les rives de loch de Clunie.

## Source de la traduction
- (en) Cet article est partiellement ou en totalité issu de l’article de Wikipédia en anglais intitulé « Kindrochit Castle » (voir la liste des auteurs).